# Гимн ФИФА
Гимн ФИФА — мелодия без слов немецкого композитора Франца Ламберта, написанная в 1994 году и принята того же года как официальный гимн ФИФА. Она была впервые исполнена во время чемпионата мира в 1994 году.
Музыка гимна никогда не поступала в продажу, ни в цифровом виде, ни на физических носителях. Гимн играет перед всеми официальными матчами под эгидой ФИФА (например, Чемпионат мира или Кубок конфедераций), а также в международных товарищеских матчах. Как правило, гимн играет во время церемонии выхода команд и судей на поле.